# Sebastián Báez
Sebastián Báez (Buenos Aires, 28 de Dezembro de 2000) é um tenista profissional argentino.
Báez alcançou sua melhor colocação no ranking da ATP em fevereiro de 2024, quando se tornou o 21º colocado. Ao longo de sua carreira profissional, conquistou cinco títulos da ATP, 3 deles em 2023 (o ATP de Kitzbühel, o ATP de Winston-Salem e o ATP de Córdoba).
Em 2024, venceu a edição de simples do ATP do Rio de Janeiro. Mantendo a boa fase, conquistou também o título do ATP 250 de Santiago, superando Alejandro Tabilo em uma disputada final.